# (652) Jubilatrix
(652) Jubilatrix ist ein Asteroid des Hauptgürtels, der am 4. November 1907 von Johann Palisa in Wien entdeckt wurde.
Der Asteroid wurde im Jahr 1908 zu Ehren des 60. Amtsjubiläums des Kaisers Franz Joseph von Österreich-Ungarn benannt.